# Големоградска базилика I
Базилика Ι (на македонска литературна норма: Базилика I) е раннохристиянска православна базилика, чиито руини са открити на преспанския остров Голем град, Северна Македония.

## Местоположение
Базиликата е разположена в източната част на Голем град.

## Описание
Базиликата представлява еднокорабен храм с нартекс на запад. Нартексът има анекси на север и юг. Същите анекси на север и юг има и централния кораб и с тях се получава идеята за трансепт. Датира от V век.